# Hermandad del Nazareno de Montemayor
La Hermandad de Nuestro Padre Jesús Nazareno y Virgen Santísima de los Dolores es una Hermandad religiosa católica de la villa de Montemayor (Córdoba- España).
Surgió a fines del siglo XVI, nació unos años después de la hermandad de la Veracruz, de la misma localidad, promovida por la gran devoción que se tenía en la villa por la imagen de "Nuestro Padre Jesús Nazareno".

## Historia
La Hermandad de Nuestro Padre Jesús Nazareno fue fundada a finales del siglo XVI, tomándose toma como año de fundación 1596 porque en el informe del visitador general del obispado de aquel año se hace alusión a la Hermandad como recién fundada. Se sabe que en el año 1607 el número de hermanos era de 252. En 1610 se sabe que se había levantado una ermita en honor del Nazareno. Al carecer la Hermandad de patrimonio que le reportara rentas, el único sustento procedía de las aportaciones de los hermanos y de las limosnas, modo de subsistencia con el que ha llegado hasta la actualidad.
Los hermanos realizaban la estación de penitencia en la madrugada del Viernes Santo, descalzos y portando cruces de madera como penitencia. También desde sus inicios la Hermandad del Nazareno realiza la procesión del Santo Entierro el mismo viernes por la tarde.
Durante el siglo XVII y la primera mitad del siglo XVIII la Semana Santa vive momentos de esplendor. Las estaciones de penitencia adquieren rasgos estéticos del Barroco, superando su sobriedad inicial: se incorporan elementos estéticos como los palios de respeto y se aumenta el número de pasos en las procesiones. Además de incorporar estos elementos materiales, la Semana Santa gana en vistosidad y adorno con la incorporación de los sermones y representaciones. La Hermandad instituye el sermón del Paso en la plaza, lugar donde también se escenificaba el encuentro de Jesús con su Madre y donde el Nazareno bendecía al pueblo que se reunía allí para este momento. De igual modo, el Viernes Santo por la tarde, y ya en la iglesia parroquial, se daba el sermón del Descendimiento, escenificando el momento del desenclavamiento de Jesús y Su traslado al Santo Sepulcro. También se enriquecieron las procesiones con las figuras de los Evangelistas, abriéndose la comitiva con una trompeta de latón dorado que anunciaba el paso de la procesión.
La segunda mitad del siglo XVIII traería momentos críticos para las hermandades de Semana Santa, agravadas por la adopción de ciertas resoluciones por las autoridades civiles y eclesiásticas. Así, la Pragmática ordenada por el rey de la Ilustración, Carlos III, en 1977, suprimiendo los disciplinantes, supuso un duro golpe para las hermandades cuya base era esta desde el principio fundacional. Por esta razón la Hermandad de la Vera Cruz se vio más afectada que la del Nazareno pues esta se mantenía por numerosísimos vecinos de todas las capas sociales, y el mecenazgo de algunos de los hermanos mayores de la época, particularmente el del presbítero Juan de Luque Granados, que costeó de su bolsa en 1766 la reconstrucción de la ermita de Jesús -arrasada por el terremoto de Lisboa de 1755-, así como los retablos y altares que se pueden contemplar hasta la actualidad (2009). Así consta en el Libro de cabildos de la Hermandad: "[…] reedificando la ermita de cimientos, bóvedas que ha hecho; altar nuevo al Santo Sepulcro. Retablo muy primoroso, tallado y dorado para la Santa Imagen de la Soledad; y que su ardor se extiende a hacer otro de la misma calidad y mayor primor para el Altar Mayor, donde se veneran las Sagradas Imágenes de Jesús, San Juan y Santa María Magdalena, todo a expensas de sus caudales, por no tener dicha Ermita más rentas que las cortas limosnas con que los fieles contribuyen".
A principios del siglo XIX, el entonces obispo de Córdoba Pedro Antonio de Trevilla prohibió los sermones del Paso y del Descendimiento, así como las túnicas de los penitentes, estableciendo también que las procesiones debían transcurrir en su totalidad a la luz del día.
A todas estas imposiciones se avino la población, pero cuando el reglamento emitido por el obispado en 1820 impuso la celebración de la Semana Santa en un único desfile oficial a realizar el Viernes Santo, el vecindario se opuso, mostrándose decidido, no solo a celebrar las tres procesiones que se hacían (Vera Cruz el Jueves Santo por la tarde, Nazareno Viernes Santo por la mañana y Santo Entierro el Viernes Santo por la tarde) sino a hacerlo a la manera tradicional. Para ello numerosos fieles se dirigieron tanto a la iglesia como al ayuntamiento a reclamar la anulación del reglamento con tanta decisión que el obispo se vio obligado a autorizarlo. Esta rebelión de los fieles posiblemente se vio favorecida por el recelo que pudo causar en la población el inicio del régimen liberal, y explica el interés municipal de que se respetase la tradición católica para evitar que se asociaran estas prohibiciones eclesiásticas a la aplicación de la constitución de 1812.
La descripción que hace el vicario de la villa al obispo nos informa de cómo eran esas procesiones:
" […] y a las cuatro de la mañana del Viernes se abrió la iglesia, concurriendo mucha parte del pueblo a oír el sermón de la Pasión que predicó el cuaresmal hasta la referencia de la calle de la Amargura y, salido el sol, se formó en la misma iglesia la procesión de Jesús Nazareno, en la que iban como unos ciento cincuenta hermanos con sus túnicas de lienzo morado sin capillos ni otra cosa que llamase la atención y descalzos y hasta quinientos con su vestido común todos con luces y muchos pequeñuelos que para que vean estas procesiones los envían de los cortijos. (…) anduvo ésta la estación acostumbrada hasta llegar a la Plaza, en la que con mejor orden y sin confusión se paró, y el predicador siguió la referencia a la sagrada Pasión de la calle de la Amargura, haciendo las Santas Imágenes (San Juan, Santa María Magdalena y María Santísima de los Dolores) reverencia a la de Jesús Nazareno y se terminó bendiciendo el Señor al pueblo y a los campos; siguió la estación que faltaba y a las ocho se finalizó en su ermita con la oración acostumbrada, cantándose por el sacristán mayor el Miserere y versos del Stabat Mater".
Por la tarde se recupera el sermón del Descendimiento y se procesiona el Santo Entierro:
"[…] se dio principio al sermón, que predicó el cuaresmal, de la crucifixión y muerte de Jesucristo hombre y se hizo el descendimiento del Señor de la Cruz por dos sacerdotes, los que con la veneración debida pusieron en el Sepulcro la devota y adorable imagen del Señor difunto; no hubo tiros de escopeta ni ruido alguno (que simbolizaban el temblor de tierra ocurrido al morir Jesús) más que lágrimas de los cristianos compungidos y se dio principio a esta procesión del Santo Entierro con las mismas imágenes que en las dos precedentes y el clero de sobrepelliz; se cantó el Miserere y el Padre Santos, organista, compuso música fúnebre del Christus factus est pro nobis, que movió mucho a los fieles y media hora después de la oración se acabó esta tercera y última procesión en la misma iglesia."
La celebración de la Semana Santa en Montemayor seguiría esta pauta tradicional en lo sucesivo. Durante la primera mitad del siglo XIX las hermandades perderían vigor, recuperándose durante el reinado de Isabel II y la época de la Restauración. El inventario de 1851 recoge entre las posesiones de la Hermandad del Nazareno: "Estola de la Virgen. Dos palios de terciopelo. Dos banderas de tafetán. Manto de terciopelo de Nuestra Señora de los Dolores. Cinco túnicas, cuatro de los Evangelistas y una de un hermano. Dos Escalas y el Palio en que se hace el Calvario para el Descendimiento. Cruz del Descendimiento. Siete tornillos, tres hierros largos de las Andas, dos martillos y dos pares de tenazas y demás hierros para el Descendimiento. Una Trompeta de latón dorado".
En julio de 1854 ven la luz unos nuevos estatutos aprobados por los hermanos reunidos en cabildo general para regir su organización y funcionamiento. La economía de la Hermandad sigue dependiendo y mucho del mecenazgo. Así, en 1851 fue elegido hermano mayor José Uruburu y Luque, quien soportará a su costa los gastos de las procesiones y los cultos de aquellos años.
En 1886 la Hermandad del Nazareno fue reorganizada. En diciembre de este año se aprueban nuevos estatutos, pasándose a denominar Hermandad de Jesús Nazareno y Nuestra Señora de los Dolores. Estos nuevos estatutos contemplan expresamente la aceptación de hombres y mujeres en su seno, según su art.6: "Se admitirán en esta Hermandad a las personas de ambos sexos que lo soliciten y profesen la Religión Católica, Apostólica y Romana y gocen de buena salud". En febrero de 1887 se constituye la nueva Junta Directiva que se establece como prioridad el incremento del número de hermanos. Con este fin se crea la sección de hermanas de Jesús Nazareno, que se distinguirán en las procesiones y demás actos de la Hermandad por un escapulario negro, con cinta morada, en el que llevarán las efigies de Nuestro Padre Jesús Nazareno y Virgen de los Dolores.
Los comienzos del siglo XX marcan una nueva etapa de falta de vitalidad, que se ve superada durante los años veinte del siglo, en los cuales, tanto la solemnidad de los cultos como el boato de los dos desfiles procesionales que realiza la Hermandad colocan este periodo entre los más brillantes de la historia de la misma.
La II República española marca un periodo de pérdida de actividad de las hermandades en general. La hostilidad latente y patente contra toda manifestación religiosa existente lleva a una disminución en el número de hermanos. Finalmente, en 1932 la Hermandad del Nazareno acuerda suspender las procesiones "vista la situación precaria por la que atraviesa la Cofradía". La suspensión se extendió por dos años, hasta que la junta de gobierno elegida en marzo de 1935 acuerda recuperarlas, suprimiendo el sermón del Descendimiento y manteniendo el del Paso.
La guerra civil española no respetó las manifestaciones religiosas y culturales. Los daños en la iglesia parroquial y las ermitas fueron enormes. El 24 de julio de 1936 fueron quemadas las imágenes de Jesús Nazareno, Virgen de los Dolores, Verónica, Magdalena, San Juan y Cristo Yacente. En año 1937 se reorganiza la Semana Santa para realizar los desfiles procesionales recurriendo a las imágenes que se habían salvado de la destrucción en la ermita de la Vera Cruz.
En las décadas siguientes la Hermandad vive un fuerte impulso que se frena en los sesenta, decayendo la actividad en los setenta. Un hito importante para la hermandad, además de la Semana Santa, es la recuperación de la fiesta de Jesús, celebración que históricamente festejaba y que se había abandonado. En 1969, con el impulso de José Jaén Hidalgo y el párroco Pablo Moyano Llamas, la Hermandad del Nazareno se lanza a celebrar el día de Jesús con la realización de la procesión de Jesús Transfigurado, con actividades festivas, fuegos artificiales y todos los aditamentos de una fecha feriada, además de los actos de culto correspondientes: tríduo en honor de Jesús en los días previos, y misa el día 6 de agosto que precede a la procesión.
En 1972, y a petición del párroco, la Hermandad del Nazareno acuerda trasladar la procesión del Santo Entierro al Sábado Santo por la noche, realizándose el Viernes Santo por la noche en su lugar un Viacrucis, para realzar la Semana Santa de Montemayor.
El inicio de los ochenta relanza el movimiento cófrade, que alcanza un gran empuje. En 2009 la nómina de hermandades se ha duplicado en Montemayor, uniéndose a las históricas de la Veracruz y el Nazareno las del Cristo de la Juventud y el Resucitado. En este periodo aumenta el número de hermanos, con una importante presencia femenina. También se han llevado a cabo numerosos actos que enriquecen la Semana Santa, como la Exaltación de la Saeta (junto con la Hermandad de la Vera Cruz) y la celebración del IV centenario de la fundación de la hermandad, en 1996. Es obligado citar aquí a José Moreno Mata, hermano mayor del Nazareno durante más de 25 años, que apoyado por los fieles ha realizado una encomiable labor de impulso de la hermandad.

## Sede
Tiene su sede en la parroquia de Nuestra Señora de la Asunción y su domicilio social en la ermita de Jesús, sita en la plaza de Jesús Nazareno en Montemayor, Córdoba (España).